# Manohyphella
Manohyphella is een geslacht van haften (Ephemeroptera) uit de familie Teloganodidae.

## Soorten
Het geslacht Manohyphella omvat de volgende soorten:
- Manohyphella animosa
- Manohyphella keiseri
- Manohyphella sphyxia